# Nadine Sylvia Ada McDougall
Nadine Sylvia Ada McDougall také Nadine Romanovová (5. června 1908 Londýn – 6. června 2000 Faversham, Kent) byla britská aristokratka.

## Život
Narodila se 5. června 1908 v Londýně jako dcera podplukovníka Herberta McDougalla a Sylvie Nordstein. Její otec byl vojákem britské armády a matka finská dědička. Vyrůstala v rodinném sídle Provender House.
Na zámku Balmoral byla seznámena s princem Andrejem Alexandrovičem Romanovem. Dne 18. června 1942 oznámili své zásnuby a oddáni byli 21. září 1942 canterburským arcibiskupem Williamem Templem. Pážaty na svatbě byl její synovec Henry Milles-Lade, Robert Mercer a Jeremy Pemberton.
S Andrejem měli jednu dceru, princezna Olgu Romanovovou (nar. 1950)
Je známo, že se snažila domluvit sňatek své dcery s princem Charlesem, který byl příbuzným prince Andreje.
Zemřela 6. června 2000 v Provender House.